# 去年火車經過的時候
《去年火車經過的時候》（法語：L'An dernier quand le train passait）是一部2018年的台灣實驗紀錄短片，由黃邦銓執導。本片以導演一年前於火車上拍到的幾張照片為本，記錄下導演於一年後前往照片上所記錄的地點，詢問在那生活的人，記不記得拍下這張照片時在做什麼。
影片獲得第21屆台北電影節百萬首獎及最佳短片的榮譽，並入選2019年紐約現代藝術博物館「紀錄片雙週影展」放映。

## 獎項
| 年份   | 評獎名稱                   | 獎項             | 結果     |
| ------ | -------------------------- | ---------------- | -------- |
| 2018年 | 25FPS影展                  | 影評人奬         | 特別提及 |
| 2018年 | 盧卡諾影展                 | 金豹獎-明日之豹  | 入圍     |
| 2018年 | 阿姆斯特丹國際紀錄片電影節 | 紀錄片競賽       | 入圍     |
| 2019年 | 倫敦國際短片影展           | 最佳國際影片     | 獲獎     |
| 2019年 | 法國克萊蒙費宏短片影展     | 實驗競賽首獎     | 獲獎     |
| 2019年 | 法國克萊蒙費宏短片影展     | 最佳紀錄片       | 獲獎     |
| 2019年 | 科索沃國際紀錄片短片電影節 | Short Dox Award  | 入圍     |
| 2019年 | 第21屆台北電影節           | 百萬首獎         | 獲獎     |
| 2019年 | 第21屆台北電影節           | 最佳短片         | 獲獎     |
| 2019年 | 第21屆台北電影節           | 最佳配樂         | 入圍     |
| 2019年 | 第21屆台北電影節           | 最佳視覺效果     | 入圍     |
| 2019年 | 第56屆金馬獎               | 最佳紀錄片       | 入圍     |
| 2019年 | 2019高雄電影節             | 台灣評審團特別獎 | 獲獎     |

## 外部連結
- 互联网电影数据库（IMDb）上《去年火車經過的時候》的资料（英文）
- 開眼電影網上《去年火車經過的時候》的資料（繁體中文）
- 豆瓣电影上《去年火車經過的時候》的資料 （简体中文）